# Paul Reclus
Jean Jacques Paul Reclus (Orthez, 1847 – Parigi, 1914) è stato un medico francese.
Fratello di Élisée Reclus, dal 1905 fu docente di clinica chirurgica all'università di Parigi. Fu tra i pionieri dell'anestesia locale.